# Фантом (музичка група)
Фантом  је српски електро-поп и синтпоп и ретро вејв бенд који се прославио песмама "Лето" и "Барбара". Основан је 2019. године, и издаје за издавачку кућу "Више мање заувијек".
Чланови бенда су:
- Петар Вагнер [3]
- Луна Шкопеља[4]
- Немања Максимовић

## Дискографија

### Албуми
- Карантин (ЕП) (2020)[5]
- Ноћне приче (2020)[6]

### Синглови
- 2ам (2019)
- Лето (2020)
- Џингис Кан (2020)
- Изван времена (2020)
- Бебо пази (2020)
- Барбара (2021)
- Са друге стране јастука (2022) са Бајагом
- Престани с инатом и дођи да волиш ме (2022) дует са Идом Престер[7]
- До краја света (2022)
- Мирис Јадрана (2023)

## Фестивали
Београдско пролеће:
- Још те сањам, 2024

Бисер Јадрана:
- Да љубим те, 2024